# Wohlde
Wohlde település Németországban, Schleswig-Holstein tartományban. Lakosainak száma 506 fő (2023. december 31.).

## Népesség
A település népességének változása:
| Lakosok száma | 532  | 491  | 496  | 501  | 515  | 506  |
|               | 1975 | 2017 | 2019 | 2021 | 2022 | 2023 |